# Чемпионат России по лёгкой атлетике в помещении 2002
Чемпионат России по лёгкой атлетике в помещении 2002 года прошёл 12—14 февраля в Волгограде в манеже ВГАФКа. Соревнования являлись отборочными в сборную России на чемпионат Европы в помещении, прошедший 1—3 марта в Вене, столице Австрии. На протяжении 3 дней было разыграно 28 комплектов медалей.
Зимой 2002 года также были проведены чемпионаты России в отдельных дисциплинах лёгкой атлетики:
- 1—2 февраля — чемпионат России по 6-часовому бегу в помещении (Москва)
- 3—5 февраля — чемпионат России по многоборьям в помещении (Москва)

## Соревнования
Новое высшее мировое достижение установила в беге на 3000 м с препятствиями 34-летняя Наталья Черепанова, превзошедшая прежний результат на 12 с лишним секунд — 9.38,30. Теперь уже экс-рекордсменка в этом виде Екатерина Волкова стала бронзовым призёром соревнований.
Лучший результат в истории чемпионатов России показал Вячеслав Шабунин в беге на 1500 метров — 3.40,88. Поначалу он отпустил конкурентов вперёд, проигрывая лидерам на отметке 800 метров более 2 секунд, после чего стал постепенно сокращать разрыв. Мощный рывок Вячеслава на последних 400 метрах принёс ему шестой титул чемпиона России в помещении и те же 2 секунды разницы с соперниками, но теперь в его пользу.
Впервые чемпионкой страны, и сразу двукратной, стала Екатерина Пузанова, первенствовавшая на дистанциях 800 и 1500 метров, где традиционно очень высока внутрироссийская конкуренция.
Высокий темп, заданный Лилией Волковой в беге на 3000 метров, привёл к очень быстрым секундам. Выдержать скорость Лилии смогла лишь Елена Задорожная, вышедшая вперёд за 800 метров до финиша и не упустившая победу — 8.45,72. Волкова отстала совсем не намного и установила свой личный рекорд — 8.46,92. Это второй и четвёртый результаты сезона в мире соответственно.
Впервые в карьере выше 2,30 м прыгнул Павел Фоменко, улучшивший личный рекорд на 4 сантиметра (до 2,32 м) и завоевавший своё первое звание чемпиона России.
Рекорд чемпионатов России установил победитель на дистанции 3000 метров у мужчин Сергей Иванов — 7.57,53. Серебряный призёр, Андрей Задорожный, также «разменял» 8 минут. До этого подобное достижение в рамках чемпионатов России было зафиксировано лишь однажды: в 1996 году победитель Венер Кашаев пробежал за 7.59,76.

## Медалисты

### Мужчины
| Дисциплина             | Золото                                                                            | Золото   | Серебро                                              | Серебро  | Бронза                                                   | Бронза   |
| ---------------------- | --------------------------------------------------------------------------------- | -------- | ---------------------------------------------------- | -------- | -------------------------------------------------------- | -------- |
| 60 м                   | Илья Левин Тульская область                                                       | 6,70     | Александр Смирнов Карелия                            | 6,73     | Сергей Блинов Москва Нижегородская область               | 6,75     |
| 60 м                   | Илья Левин Тульская область                                                       | 6,70     | Александр Смирнов Карелия                            | 6,73     | Сергей Бычков Омская область                             | 6,75     |
| 200 м                  | Денис Бусовиков Пермская область                                                  | 21,47    | Александр Макуха Томская область                     | 21,57    | Олег Сергеев Свердловская область Тюменская область      | 21,74    |
| 400 м                  | Дмитрий Головастов Москва                                                         | 47,19    | Александр Усов Липецкая область Свердловская область | 47,24    | Евгений Лебедев Нижегородская область                    | 47,47    |
| 800 м                  | Дмитрий Богданов Свердловская область Санкт-Петербург                             | 1.48,57  | Сергей Кожевников Москва Рязанская область           | 1.48,67  | Борис Кавешников Свердловская область Московская область | 1.49,55  |
| 1500 м                 | Вячеслав Шабунин Москва                                                           | 3.40,88  | Андрей Задорожный Москва Ярославская область         | 3.42,88  | Сергей Иванов Москва Чувашия                             | 3.45,38  |
| 3000 м                 | Сергей Иванов Москва Чувашия                                                      | 7.57,53  | Андрей Задорожный Москва Ярославская область         | 7.59,82  | Александр Отмахов Чувашия                                | 8.00,54  |
| 3000 м с препятствиями | Роман Усов Москва Курская область                                                 | 8.35,39  | Андрей Ольшанский Москва Волгоградская область       | 8.35,61  | Алексей Веселов Санкт-Петербург                          | 8.37,78  |
| 60 м с барьерами       | Андрей Кислых [a] Кемеровская область                                             | 7,85 [a] | Игорь Перемота [a] Челябинская область               | 7,97 [a] | Вячеслав Шапорта [a] Кемеровская область                 | 8,02 [a] |
| Прыжок в высоту        | Павел Фоменко Брянская область                                                    | 2,32 м   | Пётр Брайко Санкт-Петербург                          | 2,28 м   | Ярослав Рыбаков Москва Ярославская область               | 2,24 м   |
| Прыжок с шестом        | Юрий Елисеев Москва                                                               | 5,65 м   | Евгений Михайличенко Москва Краснодарский край       | 5,60 м   | Павел Герасимов Москва                                   | 5,60 м   |
| Прыжок в длину         | Виталий Шкурлатов Волгоградская область Башкортостан                              | 8,08 м   | Кирилл Сосунов Рязанская область                     | 8,01 м   | Данил Буркеня Москва                                     | 7,90 м   |
| Тройной прыжок         | Игорь Спасовходский Москва                                                        | 17,00 м  | Александр Аселедченко Ставропольский край            | 16,99 м  | Андрей Куренной Москва Краснодарский край                | 16,75 м  |
| Толкание ядра          | Павел Чумаченко Иркутская область                                                 | 19,47 м  | Александр Сальников Татарстан                        | 19,25 м  | Иван Юшков Иркутская область Новосибирская область       | 18,68 м  |
| Эстафета 4×200 м       | Нижегородская область Дмитрий Васильев Сергей Блинов Евгений Лебедев Олег Мишуков | 1.27,94  |                                                      |          |                                                          |          |

a  30 июля 2002 года ИААФ в своём ежемесячном информационном письме сообщила о дисквалификации на 2 года российского барьериста Евгения Печёнкина. В его допинг-пробе, взятой в рамках внесоревновательного контроля 10 февраля 2002 года, был обнаружен запрещённый препарат норандростерон. В соответствии с правилами, все результаты спортсмена с момента забора пробы были аннулированы, в том числе «золото» чемпионата России в помещении — 2002 с результатом 7,63.

### Женщины
| Дисциплина             | Золото                                                                                       | Золото  | Серебро                                            | Серебро | Бронза                                     | Бронза  |
| ---------------------- | -------------------------------------------------------------------------------------------- | ------- | -------------------------------------------------- | ------- | ------------------------------------------ | ------- |
| 60 м                   | Лариса Круглова Мурманская область                                                           | 7,20    | Марина Кислова Санкт-Петербург                     | 7,30    | Мария Боликова Калмыкия                    | 7,35    |
| 200 м                  | Юлия Табакова Тульская область Калужская область                                             | 23,47   | Светлана Гончаренко Ставропольский край            | 23,55   | Ирина Хабарова Свердловская область        | 24,08   |
| 400 м                  | Наталья Антюх Санкт-Петербург                                                                | 51,80   | Юлия Печёнкина Московская область                  | 52,27   | Наталья Иванова Москва                     | 52,66   |
| 800 м                  | Екатерина Пузанова Московская область Нижегородская область                                  | 2.01,42 | Юлия Косенкова Москва Омская область               | 2.01,92 | Светлана Черкасова Москва Хабаровский край | 2.02,85 |
| 1500 м                 | Екатерина Пузанова Московская область Нижегородская область                                  | 4.11,42 | Юлия Косенкова Москва Омская область               | 4.11,48 | Наталья Евдокимова Санкт-Петербург         | 4.14,17 |
| 3000 м                 | Елена Задорожная Иркутская область                                                           | 8.45,72 | Лилия Волкова Башкортостан                         | 8.46,92 | Оксана Белякова Москва                     | 8.56,82 |
| 3000 м с препятствиями | Наталья Черепанова Московская область                                                        | 9.38,30 | Юлия Винокурова Пензенская область                 | 9.52,11 | Екатерина Волкова Москва Курская область   | 9.58,53 |
| 60 м с барьерами       | Светлана Лаухова Санкт-Петербург                                                             | 8,10    | Мария Коротеева Московская область                 | 8,16    | Наталья Давиденко Волгоградская область    | 8,28    |
| Прыжок в высоту        | Елена Сивушенко Волгоградская область                                                        | 1,96 м  | Виктория Серёгина Брянская область Приморский край | 1,94 м  | Ольга Калитурина Москва Рязанская область  | 1,92 м  |
| Прыжок с шестом        | Елена Исинбаева Волгоградская область                                                        | 4,40 м  | Елена Белякова Москва                              | 4,40 м  | Татьяна Полнова Краснодарский край         | 4,20 м  |
| Прыжок в длину         | Ольга Рублёва Волгоградская область                                                          | 6,69 м  | Людмила Галкина Саратовская область                | 6,67 м  | Татьяна Тер-Месробьян Санкт-Петербург      | 6,51 м  |
| Тройной прыжок         | Надежда Баженова Владимирская область                                                        | 14,49 м | Ирина Васильева Москва                             | 14,38 м | Елена Олейникова Москва                    | 14,30 м |
| Толкание ядра          | Людмила Сечко Санкт-Петербург                                                                | 19,20 м | Ирина Худорошкина Московская область               | 18,01 м | Анна Романова Брянская область             | 17,55 м |
| Эстафета 4×200 м       | Свердловская область Маргарита Конойко Наталья Михайловская Елена Колесникова Ирина Хабарова | 1.36,54 |                                                    |         |                                            |         |

## Чемпионат России по 6-часовому бегу
Чемпионат России по 6-часовому бегу в помещении прошёл 1—2 февраля в Москве в легкоатлетическом манеже спорткомплекса «Крылатское». Соревнования прошли в рамках II сверхмарафона «Ночь Москвы». На старт вышли 42 легкоатлета (30 мужчин и 12 женщин) из 16 регионов страны. Алексей Белослудцев и Марина Бычкова установили новые рекорды страны, 91 017 м и 74 475 м соответственно. Белослудцев большую часть дистанции уступал Игорю Тяжкоробу, однако за последний час смог отыграть более 1,5 километров и в итоге опередил конкурента на 997 метров.

### Мужчины
| Дисциплина    | Золото                       | Золото   | Серебро                        | Серебро  | Бронза                                | Бронза   |
| ------------- | ---------------------------- | -------- | ------------------------------ | -------- | ------------------------------------- | -------- |
| 6-часовой бег | Алексей Белослудцев Удмуртия | 91 017 м | Игорь Тяжкороб Курская область | 90 020 м | Анатолий Кругликов Смоленская область | 85 148 м |

### Женщины
| Дисциплина    | Золото                            | Золото   | Серебро                                | Серебро  | Бронза              | Бронза   |
| ------------- | --------------------------------- | -------- | -------------------------------------- | -------- | ------------------- | -------- |
| 6-часовой бег | Марина Бычкова Смоленская область | 74 475 м | Ирина Реутович Калининградская область | 71 969 м | Анна Купцова Москва | 70 630 м |

## Чемпионат России по многоборьям
Чемпионы страны в мужском семиборье и женском пятиборье определились 3—5 февраля 2002 года в Москве в манеже имени братьев Знаменских. Ставшие чемпионами страны Александр Погорелов и Светлана Соколова одержали также победы и в соревнованиях среди молодёжи, проходивших одновременно.

### Мужчины
| Дисциплина | Золото                               | Золото     | Серебро                                   | Серебро    | Бронза                                | Бронза     |
| ---------- | ------------------------------------ | ---------- | ----------------------------------------- | ---------- | ------------------------------------- | ---------- |
| Семиборье  | Александр Погорелов Брянская область | 5777 очков | Сергей Никитин Москва Кемеровская область | 5775 очков | Николай Аверьянов Челябинская область | 5765 очков |

### Женщины
| Дисциплина | Золото                                 | Золото    | Серебро                         | Серебро   | Бронза                                | Бронза    |
| ---------- | -------------------------------------- | --------- | ------------------------------- | --------- | ------------------------------------- | --------- |
| Пятиборье  | Светлана Соколова Белгородская область | 4371 очко | Анна Снеткова Иркутская область | 4234 очка | Елена Чернявская Белгородская область | 4172 очка |

## Состав сборной России для участия в чемпионате Европы
По итогам чемпионата и с учётом выполнения необходимых нормативов, в состав сборной для участия в чемпионате Европы в помещении в Вене вошли:
Мужчины
60 м: Илья Левин.

200 м: Денис Бусовиков, Александр Макуха.

400 м: Дмитрий Головастов, Александр Усов, Евгений Лебедев.

Эстафета 4х400 м: Дмитрий Головастов, Александр Усов, Евгений Лебедев, Александр Ладейщиков, Олег Мишуков.

800 м: Дмитрий Богданов, Сергей Кожевников.

1500 м: Вячеслав Шабунин, Андрей Задорожный.

3000 м: Сергей Иванов.

60 м с барьерами: Евгений Печёнкин.

Прыжок в высоту: Павел Фоменко, Пётр Брайко, Ярослав Рыбаков.

Прыжок с шестом: Юрий Елисеев, Евгений Михайличенко, Павел Герасимов.

Прыжок в длину: Виталий Шкурлатов, Кирилл Сосунов, Данил Буркеня — позднее снялся с соревнований.

Тройной прыжок: Александр Сергеев — имел освобождение от отбора, Игорь Спасовходский, Александр Аселедченко.

Толкание ядра: Павел Чумаченко, Иван Юшков.
Женщины
60 м: Лариса Круглова, Марина Кислова, Юлия Табакова.

200 м: Юлия Табакова, Светлана Гончаренко — позднее снялась с соревнований, Ольга Халандырёва.

400 м: Наталья Антюх, Юлия Печёнкина, Наталья Иванова.

800 м: Светлана Черкасова.

1500 м: Ольга Комягина — имела освобождение от отбора, Екатерина Пузанова, Юлия Косенкова.

3000 м: Елена Задорожная, Лилия Волкова, Оксана Белякова.

60 м с барьерами: Светлана Лаухова, Мария Коротеева.

Прыжок в высоту: Марина Купцова — имела освобождение от отбора, Елена Сивушенко, Виктория Серёгина.

Прыжок с шестом: Светлана Феофанова — имела освобождение от отбора, Елена Белякова.

Прыжок в длину: Ольга Рублёва, Людмила Галкина, Ирина Симагина.

Тройной прыжок: Надежда Баженова, Ирина Васильева, Елена Олейникова.

Толкание ядра: Людмила Сечко.

Пятиборье: Елена Прохорова — имела освобождение от отбора.